# 1st United States Sharpshooters

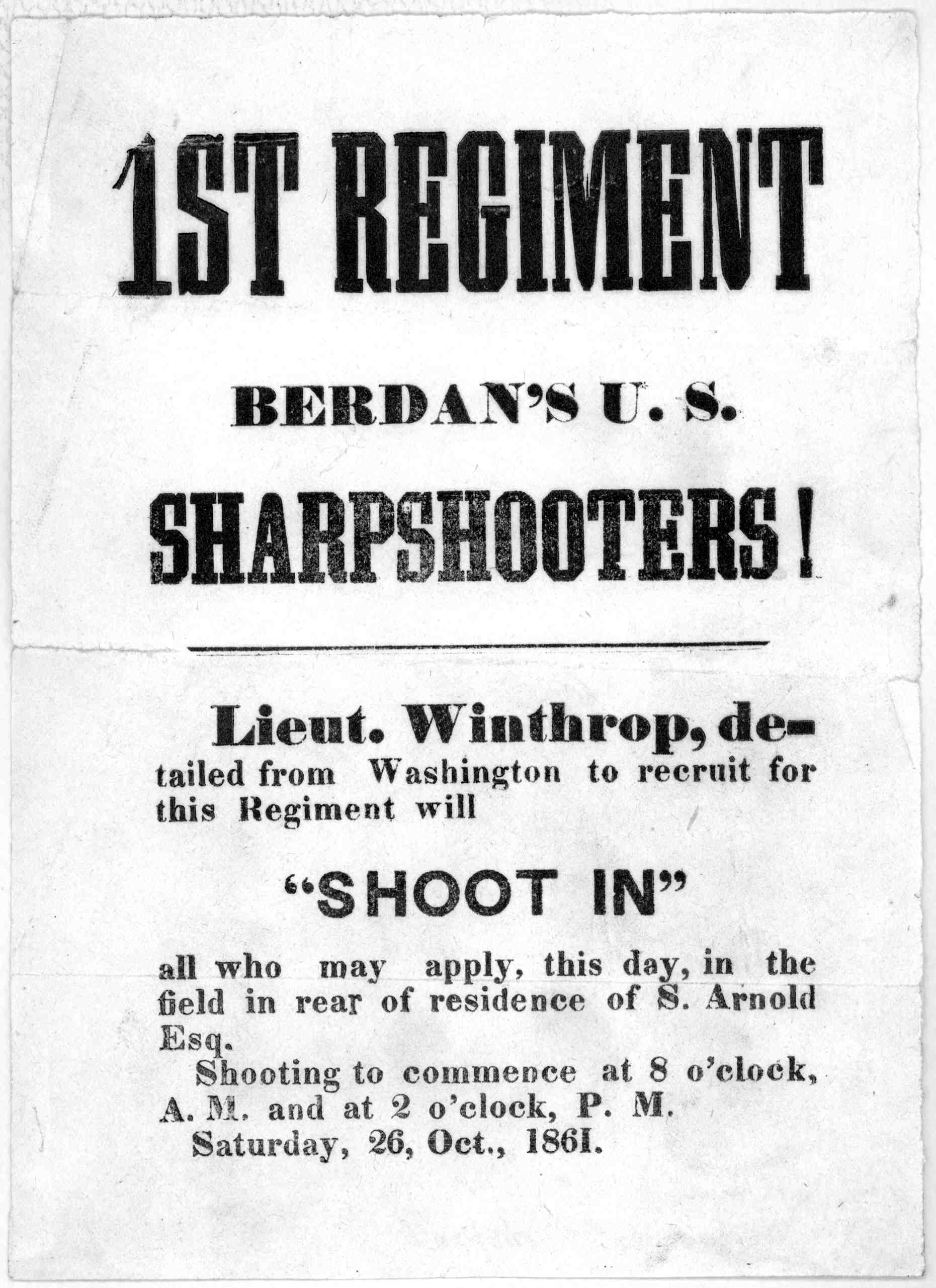
Um cartaz de convocação para
o 1st United States Sharpshooters.

O 1st United States Sharpshooters foi um regimento de infantaria, que serviu no Exército da União durante a Guerra Civil Americana, criado e comandado por Hiram Berdan. 
Durante a batalha, a missão do "Sharpshooter" (atirador de elite) era matar alvos inimigos importantes (ou seja, oficiais e suboficiais) a longa distância.
O primeiro regimento de voluntários iniciou o serviço no final de novembro de 1861. 
Eles participaram de todas as batalhas no Teatro Oriental da Guerra Civil Americana, 
até 31 de dezembro de 1864, quando o 1º e o 2º regimentos de Sharpshooters foram consolidados.

## Características

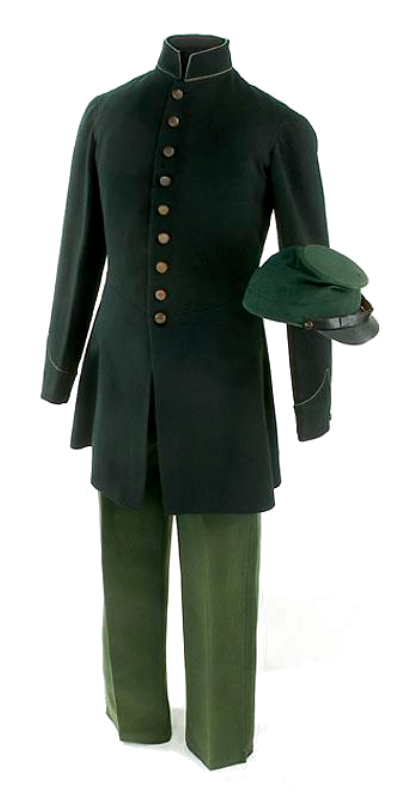
Uniforme verde de um Sharpshooter.

### Armamento
Depois de uma relutância do General Winfield Scott que era favorável ao rifle Springfield, e uma demonstração prática, conduzida por Berdan, ao Presidente Lincoln, o rifle Sharps foi o selecionado.

### Uniforme
Diferente do padrão azul adotado por todo o Exército, os Sharpshooters usavam uniformes na cor verde, com a intenção de camuflagem. No entanto essa diferença, às vezes era uma desvantagem, porque eram fáceis de distinguir dos demais soldados da União. Os Sharpshooters eram alvos prioritários para os atiradores confederados. 

### Baixas
Dez dos oficiais do regimento e 143 homens alistados foram mortos em ação ou mortalmente feridos e 1 oficial e 128 homens alistados morreram de doenças, num total de 282 baixas. O tenente-coronel William Y.W. Ripley foi ferido e mais tarde recebeu a Medalha de Honra por seu heroísmo como o segundo no comando do 1º regimento de Sharpshooters na Batalha de Malvern Hill.

### Formação do regimento
Durante a Guerra Civil, os regimentos eram geralmente compostos por Companhias por Estado, com poucas exceções.
Companhias "A, B, C, D, E, F, G, H, I, K"
- Companhias "A", "D" e "H" foram organizadas em Nova York em setembro de 1861.
- Companhia "B" foi organizada em Albany em setembro de 1861.
- Companhia "C" em Michigan em 21  de agosto de 1861.
- Companhia "E" em New Hampshire em 9 de setembro de 1861.
- Companhia "F" em Vermont em 13 setembro de 1861
- Companhia "G" em Wisconsin em 23 de setembro de 1861.
- Companhia "I" em Michigan em 4 de março de 1862.
- Companhia "K" em Michigan em 30 de março de 1862.

### Comandantes
Esses foram os comandantes de cada Companhia.
- Companhia A- Capitão Casper Trepp, Nova York
- Companhia B- Capitão Stephen Martin, Nova York
- Companhia C- Capitão Benjamin Duesler, Michigan
- Companhia D- Capitão George S. Tuckerman, Nova York
- Companhia E- Capitão Amos B. Jones, New Hampshire
- Companhia F- Capitão Edmund Weston, Vermont
- Companhia G- Capitão Edward Drew, Wisconsin
- Companhia H- Capitão George G. Hastings, Nova York
- Companhia I- Capitão A. M. Willet, Michigan
- Companhia K- Capitão S. J. Mather, Michigan